# Dekalogen (filmserie)
Dekalogen är en serie dramafilmer av den polske regissören Krzysztof Kieślowski från 1989.
Serien består av tio entimmeslånga TV-filmer baserade på De tio budorden och utspelar sig i det samtida Polen. Manuskripten skrevs av Kieślowski tillsammans med Krzysztof Piesiewicz och musiken av Zbigniew Preisner. 
Två av filmerna, En liten film om konsten att döda (Dekalogen 5) och En liten film om kärlek (Dekalogen 6) gjordes även i långfilmsformat.